# Carles Montaner i Soler
Carles Montaner i Soler   (Vilafranca del Penedès, c. 1963) és un antic ciclista i pilot de motociclisme català que destacà per la seva versatilitat, aconseguint campionats en tota mena de disciplines tant amb la bicicleta com amb la motocicleta. A començaments de la dècada de 1980 fou un dels pioners de l'aleshores anomenat trialsín -l'actual biketrial-, esdevenint-ne un dels millors especialistes internacionals i arribant a guanyar-ne la primera Copa d'Europa que es disputà, la de 1982. Més tard es va passar al BMX i en fou campió de Catalunya per, tot seguit, debutar amb la moto en la disciplina del trial i aconseguir-ne sengles subcampionats de Catalunya i d'Espanya.
Fou a partir de 1984 quan es va especialitzar en l'enduro, començant-hi una llarga carrera durant la qual aconseguí nombrosos èxits i campionats i que ha fet que sigui especialment recordat com un dels millors pilots d'aquesta especialitat. Actualment, Montaner dirigeix l'empresa familiar de fusteria i decoració a Vilafranca del Penedès.

## Palmarès en bicicleta
- Campió de Catalunya de trialsín Juvenils (1981)
- Campió d'Europa de trialsín Experts (1982)[3]
- Campió de Catalunya de BMX Juvenils (1983)

## Palmarès en motocicleta

### Trial
- Subcampió de Catalunya Júnior (1983)
- Subcampió d'Espanya Júnior (1983)

### Enduro
| Any   | Motocicleta | ISDE         | C. d'Espanya | C. de Catalunya | Títols |
| ----- | ----------- | ------------ | ------------ | --------------- | ------ |
| 1986  | ?           | Or (ITA)     |              |                 | -      |
| 1987  | Yamaha      |              | 1r           | 1r              | 2      |
| 1988  | ?           |              | 2n           | 2n              | -      |
| 1989  | Yamaha      | Or (RFA)     | 1r 250cc     |                 | 1      |
| 1990  | Yamaha      |              | 1r           |                 | 1      |
| 1991  | ?           | Argent (TXE) |              |                 | -      |
| 1992  | Suzuki      |              | 1r           | 1r              | 2      |
| Total | Total       | -            | 4            | 2               | 6      |

Notes
1. ↑  Tret que s'indiqui, tots els resultats ho foren en categoria Sènior i cilindrada de 125cc
2. ↑  Al total de títols s'hi compten tots els campionats nacionals o estatals guanyats
3. ↑  Campió d'Espanya de Trams Cronometrats